# Cyrus Locher
Cyrus Locher (Putnam megye, 1878. március 8. – Cleveland, 1929. augusztus 17.) az Amerikai Egyesült Államok szenátora (Ohio, 1928).